# Albatrellopsis
Albatrellopsis is een geslacht van schimmels behorend tot de familie Albatrellaceae. De typesoort is Albatrellopsis confluens.

## Soorten
Volgens Index Fungorum bevat het geslacht vier soorten (peildatum december 2021):
| Soortnaam                  | Auteur(s)                         | Publicatiejaar |
| -------------------------- | --------------------------------- | -------------- |
| Albatrellopsis confluens   | (Alb. & Schwein.) Teixeira        | 1993           |
| Albatrellopsis ellisii     | (Berk. ex Cooke & Ellis) Teixeira | 1994           |
| Albatrellopsis flettii     | (Morse ex Pouzar) Audet           | 2010           |
| Albatrellopsis flettioides | J. Kahn                           | 2020           |